# NGC 6124
NGC 6124 ist ein offener Sternhaufen vom Trumpler-Typ II3m im Sternbild Skorpion auf der Ekliptik. Er hat einen Durchmesser von 40' und eine scheinbare Helligkeit von 5,8 mag.
Das Objekt wurde 1751 von Nicolas Louis de Lacaille entdeckt.